# Нова Русь (Польща)
Нова Русь (пол. Nowa Ruś) — село в Польщі, у гміні Високе-Мазовецьке Високомазовецького повіту Підляського воєводства.
Населення — 66 осіб (2011).
У 1975-1998 роках село належало до Ломжинського воєводства.

## Демографія
Демографічна структура станом на 31 березня 2011 року:
|          | Загалом | Допрацездатний вік | Працездатний вік | Постпрацездатний вік |
| -------- | ------- | ------------------ | ---------------- | -------------------- |
| Чоловіки | 32      | 3                  | 24               | 5                    |
| Жінки    | 34      | 7                  | 18               | 9                    |
| Разом    | 66      | 10                 | 42               | 14                   |